# たかだ引越センター
株式会社たかだ引越センター（たかだひっこしセンター）は、愛媛県松山市にある引越業者。旧名高田引越センター。

## 概要
上浮穴郡久万町（現: 久万高原町）で、燃料運搬業を始めたのをきっかけに、1968年に創業。髙田信太郎によって松山市で前身の有限会社高田運送店として1971年設立。
1990年に温泉郡重信町（現: 東温市）に移転、同時にトランクルームも手掛たけ。
1992年、創業者、髙田信太郎他界。妻である髙田サカエが2代目代表取締役に就任。
1996年に株式会社高田引越センターに称号変更。
2006年、長男である髙田政信が3代目代表取締役に就任。
2008年より引っ越し業界初エアコン取り外しのサービスを始めた。
2011年には県内不動産業者と連携し、指定物件への入居は引っ越し費用が無料となるサービスを始めた。
2017年9月16日に松山市水泥町に新社屋を建設し移転した。トランクルームも併設している。株式会社たかだ引越センターに称号変更。また、家のお困り事のお手伝いとなるサービスを始めた。
関連会社にMJコーポレーションがある。2006年に髙田政信によって広告代理店として設立。
インパクトのあるCMを社長自ら企画し、全国おもしろCMにも数多く取り上げられている。